# تبرة (زلاغي الشرقي)
تبرة (بالفارسية: تبره) هي قرية تقع في إيران في Zalaqi-ye Sharqi Rural District.